# San Antonio Missions National Historical Park
Il San Antonio Missions National Historical Park è un parco nazionale storico e patrimoni dell'umanità dell'UNESCO che comprende quattro delle cinque missioni spagnole storiche di San Antonio, Texas, Stati Uniti d'America.
Tali missioni testimoniano il sistema coloniale spagnolo che coinvolse le Americhe tra XVII e XIX secolo, quando gli ordini religiosi cattolici erano impegnati nella predicazione e conversione dei nativi.
Da nord a sud i siti parte del parco sono: Mission Concepcion, Mission San Jose, Mission San Juan e Missione San Francisco de la Espada. Inoltre sono compresi l'Acquedotto Espada, il Rancho de las Cabras e la Casa Ethel Wilson Harris. La quinta e più nota delle missioni, Alamo, non fa parte del parco.